# Kirən
Kiran è un comune dell'Azerbaigian situato nel distretto di Tovuz. Conta una popolazione di 650 abitanti.